# Cantonul Rives
Cantonul Rives este un canton din arondismentul Grenoble, departamentul Isère, regiunea Rhône-Alpes, Franța.

## Comune
- Beaucroissant
- Charnècles
- Izeaux
- Moirans
- La Murette
- Réaumont
- Renage
- Rives (reședință)
- Saint-Blaise-du-Buis
- Saint-Cassien
- Saint-Jean-de-Moirans
- Vourey